# Brian Schmidt

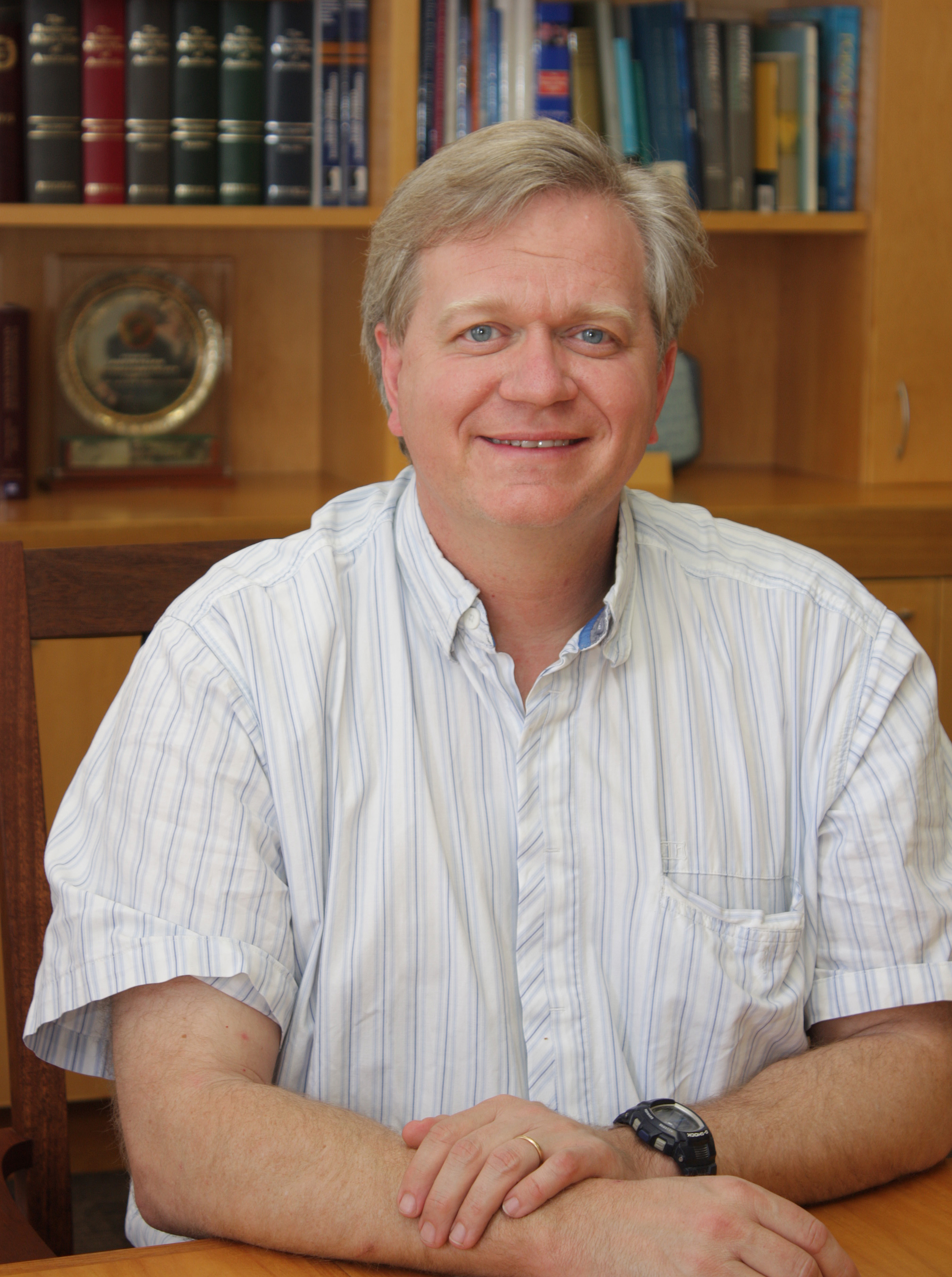
Brian P. Schmidt recibiendo el Premio Shaw de astronomía en 2006 por el descubrimiento de la aceleración en la expansión del universo.

Brian P. Schmidt (Missoula, Montana; 24 de febrero de 1967) es un astrofísico australiano nacido en los Estados Unidos, profesor distinguido del Consejo de Investigaciones Científicas de Australia, forma parte de la Universidad Nacional de Australia y del Observatorio astronómico de Monte Stromlo. También es miembro del Centro Nacional de Investigación de Astronomía y Astrofísica (Australia) y es conocido por el uso de la investigación de estrellas supernovas en el estudio cosmológico.
Actualmente ejerce como miembro destacado del Consejo de Investigaciones Científicas de Australia.
Schmidt compartió en 2006 el premio Shaw en astronomía y en 2011 el Premio Nobel de Física con Saul Perlmutter y Adam Riess por aportar evidencias a favor de la aceleración en la expansión del universo.

## Formación
- Graduado en Física y Astronomía por la Universidad de Arizona en 1989[1]

- Doctor en Ciencias Físicas por la Universidad de Harvard en 1993. La tesis doctoral estuvo a cargo de Robert Kirshner y se hacía uso del estudio de las estrellas supernova clase Ia para medir la constante cosmológica de Hubble.

Se instaló en Australia en 1994 tras casarse con su esposa Jenny M. Gordon, siendo estudiante de económicas en la Universidad de Harvard.

## Actividades científicas
Schmidt fue un becario postdoctoral del Centro Astrofísico Smithsonian de Harvard (1993-94) antes de marchase al Observatorio Astronómico de Monte Stromlo en 1995. 
Schmidt lideró el equipo de investigación High-Z Supernova donde realizó una medición de la expansión del universo hasta llegar a los ocho mil millones de años-luz en el pasado. 
En 1998 este equipo investigador junto con el Proyecto Supernova Cosmology, hallaron evidencias de que el universo se estaba acelerando en su expansión. Siendo nombrado como "el acontecimiento más rompedor del año" según la revista Science. 
Schmidt actualmente lidera el proyecto de cartografía celeste para el proyecto del telescopio espacial y forma parte de la Red de Estudio del Cielo Austral (Southern Sky Survey).

## Premios y reconocimientos

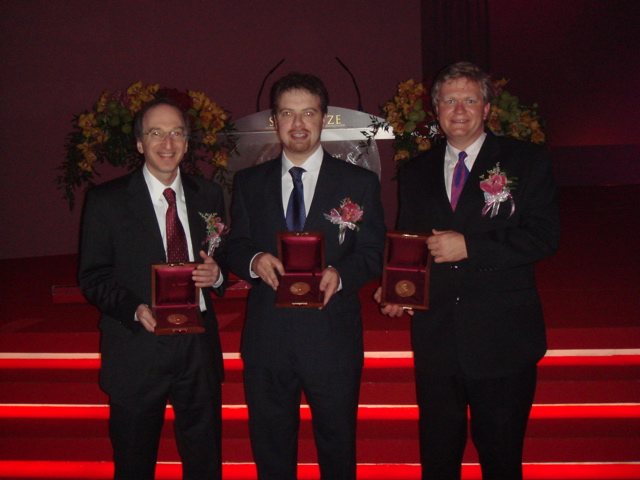
Saul Perlmutter, Adam Riess y Brian P. Schmidt han sido premiados en 2006 con el Premio Shaw en Astronomía. Posteriormente, se les concederá a los tres en 2011 el Premio Nobel de Física.

- 2000 - Premio Malcolm McIntosh del gobierno de Australia.
- 2000 - Premio Bok de la Universidad de Harvard.
- 2001 - Medalla Joseph Lade Pawsey de la Academia Australiana de Ciencias.
- 2002 - Medalla Vainu Bappu de la Sociedad Astronómica de la India.
- 2005 - Lector del Marc Aaronson Memorial
- 2006 - Premio Shaw en Astronomía, compartido con Adam Riess and Saul Perlmutter.
- 2011 - Premio Nobel de Física,compartido con Adam Riess and Saul Perlmutter.[3]
- 2012 - Doctor honoris causa de la Universidad de Chile.

Schmidt y otros miembros de equipo High-Z (definidos como coautores de Riess en 1998) compartieron en 2007 el Premio Gruber en Cosmología, dotado con medio millón de dólares estadounidenses y con Saul Perlmutter del Laboratorio Nacional Lawerence Berkeley y el Proyecto Supernova Cosmology (el equipo definido como coautores de Perlmutter en 1999) por sus descubrimientos en la aceleración de la expansión del universo.